# الحدود الجزائرية الليبية

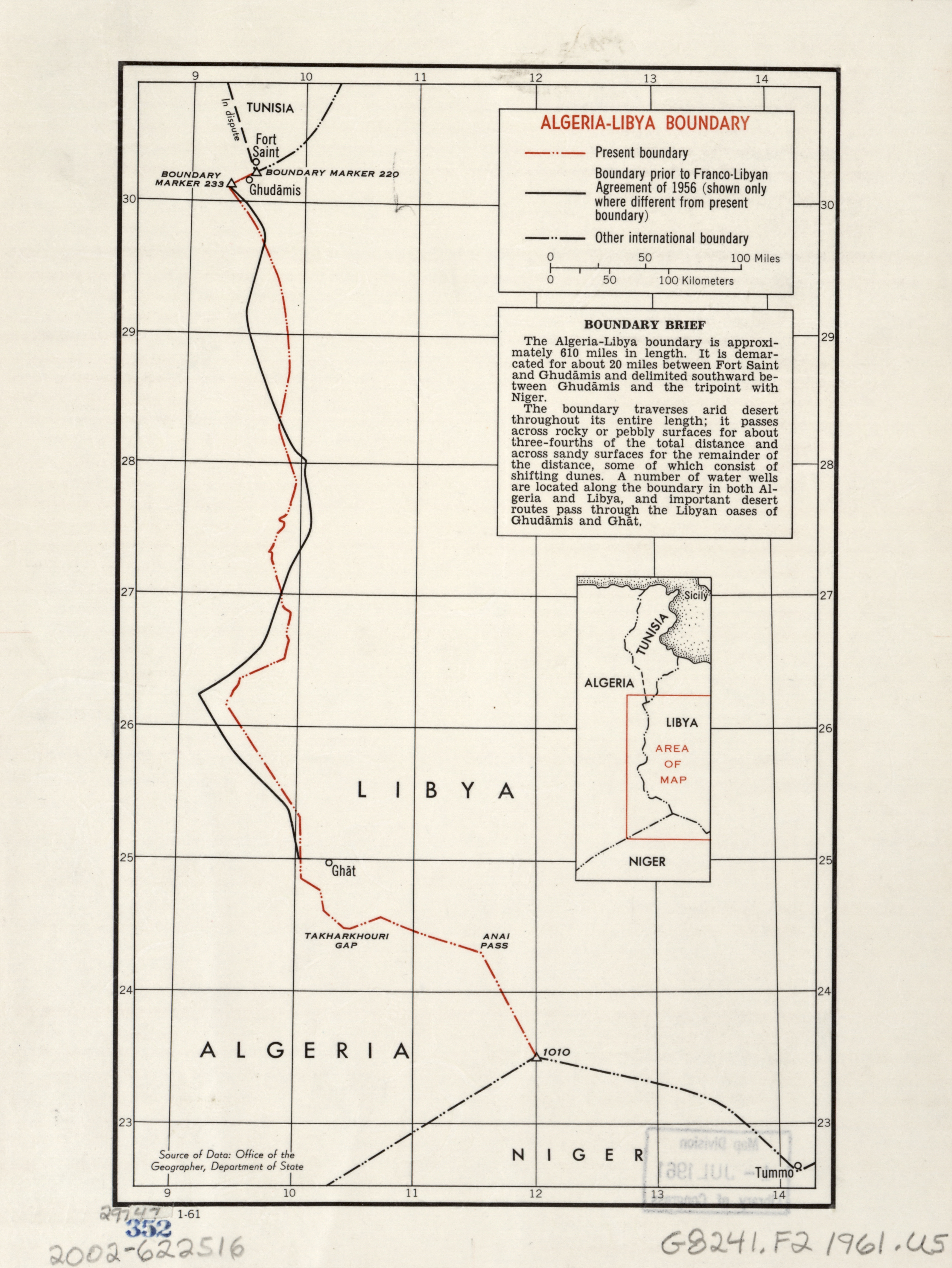
حدود الجزائر مع ليبيا

الحدود الجزائرية الليبية هي الحدود بين الجزائر وليبيا، وتبلغ 989 كم.

## الوصف
تبدأ الحدود من الشمال عند النقطة الثلاثية مع تونس شمال غدامس، ثم تتقدم على نطاق واسع جنوبًا - جنوبًا - غربيًا عبر سلسلة من الخطوط المستقيمة وغير المنتظمة، وتتجه إلى الجنوب الشرقي في أقسامها الجنوبية، وصولاً إلى النقطة الثلاثية مع النيجر.

## مستوطنات بالقرب من الحدود

### الجزائر
- دبداب
- عين أميناس

### ليبيا
- غدامس
- البركة
- غات